# If I Let You Go
If I Let You Go – drugi singel irlandzkiego zespołu Westlife z debiutanckiego albumu Westlife. Piosenka ta została wykonana przez zespół podczas występu na gali Miss World w 1999 roku.

## Listy utworów, formaty i wersje singla

### CD1
1. If I Let You Go
2. Try Again
3. If I Let You Go (CD-Rom Function)

### CD2
1. If I Let You Go (Radio Edit)
2. If I Let You Go (Extended Version)
3. Interview with Andi Peters

### Australijski CD singel
1. If I Let You Go
2. Try Again
3. If I Let You Go (Extended)
4. If I Let You Go (CD-Rom)

## Pozycje na listach
| Kraj/Lista                  | Najwyższa pozycja |
| --------------------------- | ----------------- |
| Świat                       | 28                |
| Australia Singles Chart     | 13                |
| Belgia Singles Chart        | 7                 |
| Brazylia Singles Chart      | 71                |
| Chile 100 Singles Chart     | 50                |
| Irlandia Singles Chart      | 1                 |
| Holandia Singles Chart      | 19                |
| Nowa Zelandia Singles Chart | 8                 |
| Norwegia Singles Chart      | 1                 |
| Szwecja Singles Chart       | 6                 |
| Szwajcaria Singles Chart    | 25                |
| UK Singles Chart            | 1                 |